# Hemilucilia souzalopesi
Hemilucilia souzalopesi är en tvåvingeart som beskrevs av Mello 1972. Hemilucilia souzalopesi ingår i släktet Hemilucilia och familjen spyflugor. Inga underarter finns listade i Catalogue of Life.